# Нортвуд (Ајова)
Нортвуд (енгл. Northwood) град је у америчкој савезној држави Ајова. По попису становништва из 2010. у њему је живело 1.989 становника.

## Демографија
Према попису становништва из 2010. у граду је живело 1.989 становника, што је -61 (-3.0%) становника више него 2000. године.
| Група             | 2000.         | 2010.         |
| Белци             | 1.976 (96,4%) | 1.909 (96,0%) |
| Афроамериканци    | 2 (0,1%)      | 9 (0,5%)      |
| Азијати           | 4 (0,2%)      | 2 (0,1%)      |
| Хиспаноамериканци | 49 (2,4%)     | 45 (2,3%)     |
| Укупно            | 2.050         | 1.989         |